# I wish (DEENのアルバム)
I wish（アイ・ウィッシュ）はDEENの2ndアルバム。

## 解説
- 1996年9月9日にリリースされた。オリジナルアルバムでありながらもシングル曲が11曲中6曲と多く収録されているが、7thシングルの「未来のために」は収録されていない。
- ビデオクリップ集『DEEN THE GREATEST CLIPS 1993-1998』にこのアルバムのメイキング映像などが収録されている。
- 1stアルバム『DEEN』のあと、シングルを2・3枚出したところで2ndアルバムを出そうという話もあった。シングルを出すたびにアルバムのコンセプトを修正したため、アルバム曲（新曲）は5曲だが、実際はこの倍以上のレコーディングをした。

## 収録曲
| #   | タイトル                    | 作詞     | 作曲               | 編曲       |
| --- | --------------------------- | -------- | ------------------ | ---------- |
| 1.  | 「LOVE FOREVER」            | 山本ゆり | 田川伸治           | 葉山たけし |
| 2.  | 「SUNSHINE ON SUMMER TIME」 | 池森秀一 | 宇津本直紀         | 古井弘人   |
| 3.  | 「Teenage dream」           | 坂井泉水 | 栗林誠一郎         | 葉山たけし |
| 4.  | 「ひとりじゃない」          | 池森秀一 | 織田哲郎           | 古井弘人   |
| 5.  | 「Sha･la･la･la 〜I wish〜」 | 池森秀一 | 池森秀一           | DEEN       |
| 6.  | 「果てない世界へ」          | 池森秀一 | 山根公路           | 池田大介   |
| 7.  | 「素顔で笑っていたい」      | 池森秀一 | 織田哲郎           | 池田大介   |
| 8.  | 「Crazy for you」           | 池森秀一 | 宇津本直紀         | 池田大介   |
| 9.  | 「君の心に帰りたい」        | 池森秀一 | 山根公路           | 古井弘人   |
| 10. | 「ありったけの笑顔」        | 池森秀一 | 宇津本直紀         | DEEN       |
| 11. | 「少年」                    | 池森秀一 | 山根公路・田川伸治 | 古井弘人   |

## 楽曲解説
1. LOVE FOREVER
8thシングル。
2. SUNSHINE ON SUMMER TIME
10thシングル。
3. Teenage dream
6thシングル。
4. ひとりじゃない
9thシングル。
5. Sha･la･la･la 〜I wish〜
6. 果てない世界へ
7. 素顔で笑っていたい
11thシングル
8. Crazy for you
9. 君の心に帰りたい
10. ありったけの笑顔
当初タイトルは「希望（ゆめ）をあげたい」。
11. 少年
8thシングル両A面曲。

## タイアップ
- 京成電鉄「スカイライナー」CMソング (#9)
- キヤノン「EOS」CMソング (#10)
- 日産自動車「少年時代」テーマ曲 (#11) TBS系

## 参加ミュージシャン

### DEEN
- 池森秀一: VOCAL, CHORUS
- 山根公路: KEYBOARDS, CHORUS
- 宇津本直紀: DRUMS, PERCUSSION
- 田川伸治: GUITARS

### ゲストミュージシャン
- 生沢佑一 (from TWINZER)
- 坪倉唯子
- 勝田一樹 (from DIMENSION)
- 佐々木史郎 他